# Torquato
Torquato  è un nome proprio di persona italiano maschile.

## Varianti
- Femminili: Torquata[3]

### Varianti in altre lingue
- Asturiano: Torquato[4]
- Basco: Torkora[4]
- Catalano: Torquat[4]
- Galiziano: Torcado[4]
- Latino: Torquatus[1]
- Portoghese: Torquato
- Spagnolo: Torcuato[4]

## Origine e diffusione
È una ripresa rinascimentale di Torquatus, il cognomen del console e dictator romano Tito Manlio Imperioso Torquato; tale appellativo gli era derivato dall'aver sottratto in battaglia a un guerriero gallico una collana d'oro (in latino torques, "collana ritorta", da torqueo, "torcere"); il nome viene quindi occasionalmente interpretato come "ornato di collana", "incollanato".
La sua diffusione venne molto aiutata dal successo della Gerusalemme liberata, l'opera composta da Torquato Tasso nel 1500; è attestato principalmente in Toscana e Lazio.

## Onomastico
L'onomastico si può festeggiare in ricordo di san Torquato, vescovo di Guadix ed evangelizzatore della Spagna; il moderno martirologio romano lo ricorda il 1º maggio, ma precedentemente era commemorato il 15 maggio.

## Persone

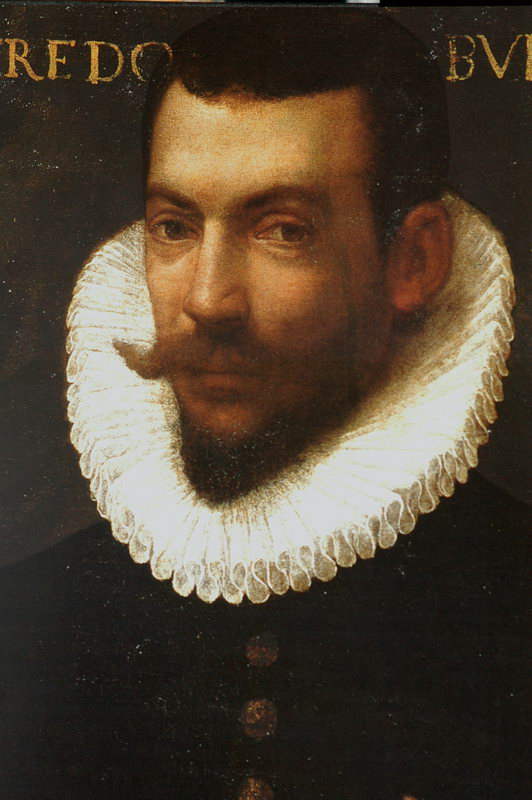
Torquato Tasso

- Torquato Accetto, filosofo e scrittore italiano
- Torquato Baglioni, politico italiano
- Torquato Cecchini, calciatore italiano
- Torquato Ciriaco, avvocato e imprenditore italiano
- Torquato Conti, condottiero italiano
- Torquato Fraccon, partigiano e politico italiano
- Torquato Taramelli, geologo italiano
- Torquato Tasso, poeta, scrittore e drammaturgo italiano

### Variante Torcuato
- Marcelo Torcuato de Alvear, politico argentino
- Torcuato Di Tella, imprenditore, antifascista e filantropo italiano naturalizzato argentino
- Torcuato Fernández-Miranda Hevia, politico spagnolo

## Il nome nelle arti
- Torquato Pezzella è il nome del personaggio interpretato da Totò ne I tartassati, film diretto da Steno nel 1959
- Torquato il pensionato era uno dei personaggi del repertorio di scenette di Enrico Montesano
- Torquato Travolgiratti è uno dei personaggi della serie di libri per ragazzi Geronimo Stilton.